# Scenopinus opacus
Scenopinus opacus is een vliegensoort uit de familie van de venstervliegen (Scenopinidae). De wetenschappelijke naam van de soort is voor het eerst geldig gepubliceerd in 1924 door De Meijere.